# Ernst van de Wetering
Pour les articles homonymes, voir Van de Wetering.
Ernst van de Wetering (né le 9 mars 1938 à Hengelo et mort le 11 août 2021 à Amsterdam) est un historien de l'art néerlandais, spécialiste du peintre et graveur Rembrandt.

## Biographie
Ernst van de Wetering naît le 9 mars 1938 à Hengelo, au nord-est des Pays-Bas, et passe sa jeunesse à Twente. Ingénieur électricien, son père est aussi un dessinateur amateur.
Il suit d'abord une formation d'artiste à l'Académie royale des beaux-arts de La Haye — il peint pendant longtemps selon le style de Rembrandt — puis obtient un doctorat en histoire de l'art à l'université d'Amsterdam en 1968, après avoir travaillé comme dessinateur de préparations microscopiques au Musée zoologique de la capitale.
Cette même année, il rejoint comme assistant le Rembrandt Research Project, qui vient d'être créé, et fait partie, jusqu'en 1987, de l'équipe du Laboratoire de recherche central de restauration d'Amsterdam comme historien de l'art (devenue l'Agence du patrimoine culturel). Il devient ensuite le directeur du Rembrandt Research Project en remplacement de Josua Bruyn, en 1990. Ce projet publie six volumes jusqu'en 2015.
De 1987 à 1999, Ernst van de Wetering est professeur titulaire d'histoire de l'art à l'université d'Amsterdam.
Il a beaucoup publié sur les techniques historiques de peinture ainsi que sur la théorie et l'éthique de la conservation et de la restauration d’œuvres d'art.
Titulaire de la Chaire Slade pour l'enseignement des beaux-arts en 2002, il enseigne à l'université d'Oxford en 2002 et 2003, où il donne des cours autour de Rembrandt. Cette même année, il est fait chevalier de l'Ordre du Lion néerlandais.
Ernst van de Wetering meurt le 11 août 2021 à l'âge de 83 ans dans sa ville de résidence d'Amsterdam,.

## Sujets d'étude et prises de position

### Rembrandt
Ernst van de Wetering est considéré comme le plus grand spécialiste de Rembrandt,.
Membre du Rembrandt Research Project — une équipe de spécialistes qui recherchent, authentifient et parfois conservent les œuvres de Rembrandt — depuis 1968, il succède en 1990 à Josua Bruyn au poste de directeur. Le projet a publié six volumes sur l'œuvre peint de Rembrandt, ainsi que deux autres ouvrages sous la direction de Van de Wetering :
- VV. AA., A Corpus of Rembrandt Paintings[5]:
  - Volume I, 1629-1631, 1982
  - Volume II, 1631-1634, 1986
  - Volume III, 1635-1642, 1989
  - Volume IV, E. van de Wetering (dir.), Self-Portraits, 2005
  - Volume V, E. van de Wetering (dir.), The Small-Scale History Paintings, 2010
  - Volume VI, E. van de Wetering (dir.), Rembrandt’s Paintings Revisited, A Complete Survey, 2014
- Ernst van de Wetering (dir.), Rembrandt: The Painter at Work, Amsterdam University Press, 2009  (ISBN 978-90-8964033-8).
- Ernst van de Wetering (dir.), Barbara de Lange, Rembrandt in Nieuw Licht, Local World, Amsterdam, 2009  (ISBN 978-90-811681-7-5).

Dans la plupart de ces publications et conférences, Van de Wetering décrit Rembrandt comme un peintre qui s'est échiné à produire autant de tableaux que possible, et dont l'atelier a lui aussi été très prolifique. Weterling a identifié un certain nombre de tableaux des élèves de Rembrandt sur lesquels celui-ci est repassé pour les rendre commercialement plus acceptables.
En 2006, à l'occasion de la célébration du 400e anniversaire de Rembrandt, Van de Wetering déclare que « [son] espoir en cette année de Rembrandt serait que nous arrivions a nous libérer de toutes les images, que nous regardions avec un œil nouveau. Tant de recherches ont été faites, mais tellement peu de celles-ci sont connues du grand public. »

### Utilisation de la lumière
Van de Wetering s'éloigne des autres spécialistes au sujet de la signification de la lumière dans la peinture néerlandaise du XVIIe siècle. Il doute qu'elle soit même une caractéristique recherchée et prétend qu'il y avait autant de sortes de lumière que de sortes de peintures. Ce n'aurait pas été une question de lumière, dit-il, mais plutôt de méthode et de style du peintre. Il a aussi écrit plusieurs articles académiques démontant le mythe selon lequel Claude Monet ne peignait qu'à la lumière naturelle.

## Œuvre
- (en) Studies in the workshop practice of the early Rembrandt [thèse], Université d'Amsterdam, 1986[8].
- (nl) Rembrandt zelf, W. Books, 1999  (ISBN 978-90-4009314-2).
- (en) Rembrandt: The Painter at Work, Amsterdam University Press, 2000 (lire en ligne).
- (en) Rembrandt: The Painter at Work, Amsterdam University Press, 2009  (ISBN 978-90-8964-033-8).
- (nl) (avec Barbara de Lange), Rembrandt in Nieuw Licht, Local World, Amsterdam, 2009  (ISBN 978-90-811681-7-5).
- (en) Rembrandt's Beginnings - an Essay, Kassel, Amsterdam, 2001-2002, p. 22-57.
- (en) VV. AA., A Corpus of Rembrandt Paintings (6 vol.), 1982-2014.
- (en) Rembrandt, A Life in 180 Paintings, Local World, 2008  (ISBN 9789081168120).
- (en) Rembrandt. The Painter Thinking, Amsterdam University Press, 2016  (ISBN 978-90-8964-561-6).
- (en) Rembrandt’s Paintings Revisited - A Complete Survey, Springer, 2017  (ISBN 978-94-0241027-3).

## Reconnaissance
En 2003, Ernst van de Wetering se voit recevoir le prix de la Préservation de l'héritage décerné conjointement par le College Art Association (en) et l'American Institute for Conservation (en) de l'université d'Oxford. Il obtient la Chaire Slade pour l'enseignement des beaux-arts et donne plusieurs cours sur Rembrandt en 2002 et 2003 dans cette institution.
Cette même année, il est fait chevalier de l'Ordre du Lion néerlandais et reçoit la médaille d'argent du musée de la ville d'Amsterdam,.
En 2015, des Mélanges en son honneur sont publiées : The Learned Eye—Regarding Art, Theory, and the Artist's Reputation: Essays for Ernst van de Wetering.